# Miriam Kastlunger
Miriam-Stefanie Kastlunger (Innsbruck, 2 de febrero de 1994) es una deportista austríaca que compitió en luge en la modalidad individual.
Ganó una medalla de plata en el Campeonato Europeo de Luge de 2017. Participó en los Juegos Olímpicos de Sochi 2014, ocupando el séptimo lugar en la prueba por equipo.

## Palmarés internacional
| Campeonato Europeo | Campeonato Europeo   | Campeonato Europeo | Campeonato Europeo |
| Año                | Lugar                | Medalla            | Prueba             |
| ------------------ | -------------------- | ------------------ | ------------------ |
| 2017               | Königssee (Alemania) | Medalla de plata   | Equipo             |